# Auguste Chevalier
Auguste Jean Baptiste Chevalier (23 tháng 6 năm 1873, ở Domfront – 4 tháng 6 năm 1956, ở Paris) là một nhà thực vật học, nhà phân loại học và nhà thám hiểm người Pháp về vùng nhiệt đới châu Phi, đặc biệt là đế chế thuộc địa của Pháp ở châu Phi là Côte d'Ivoire. Ông cũng đã phát hiện và thu thập các loài thực vật ở Nam Mỹ và vùng nhiệt đới châu Á. Ông có nhiều đóng góp về thực vật châu Phi, liên quan đến cây rừng và gỗ, cây cỏ và hoa màu ở lục địa này. Không giống như các nhà thực vật nhiệt đới châu Phi khác. Phạm vi nghiên cứu của ông cũng bao gồm khu vực hoa của sa mạc Sahara.

Các chi thực vật Chevalierella, Chevalierodendron (đồng nghĩa của Streblus), Neochevaliera (hiện tại là đồng nghĩa của Chaetocarpus) và Neochevalierodendron được đặt tên để vinh danh ông. Cycas chevalieri, một loài thuộc họ Cycadaceae được tìm thấy trong một cuộc khảo sát ở Đông Dương từ năm 1913 đến năm 1919, được đặt theo tên của Chevalier.